# Отець Матеуш (серіал)

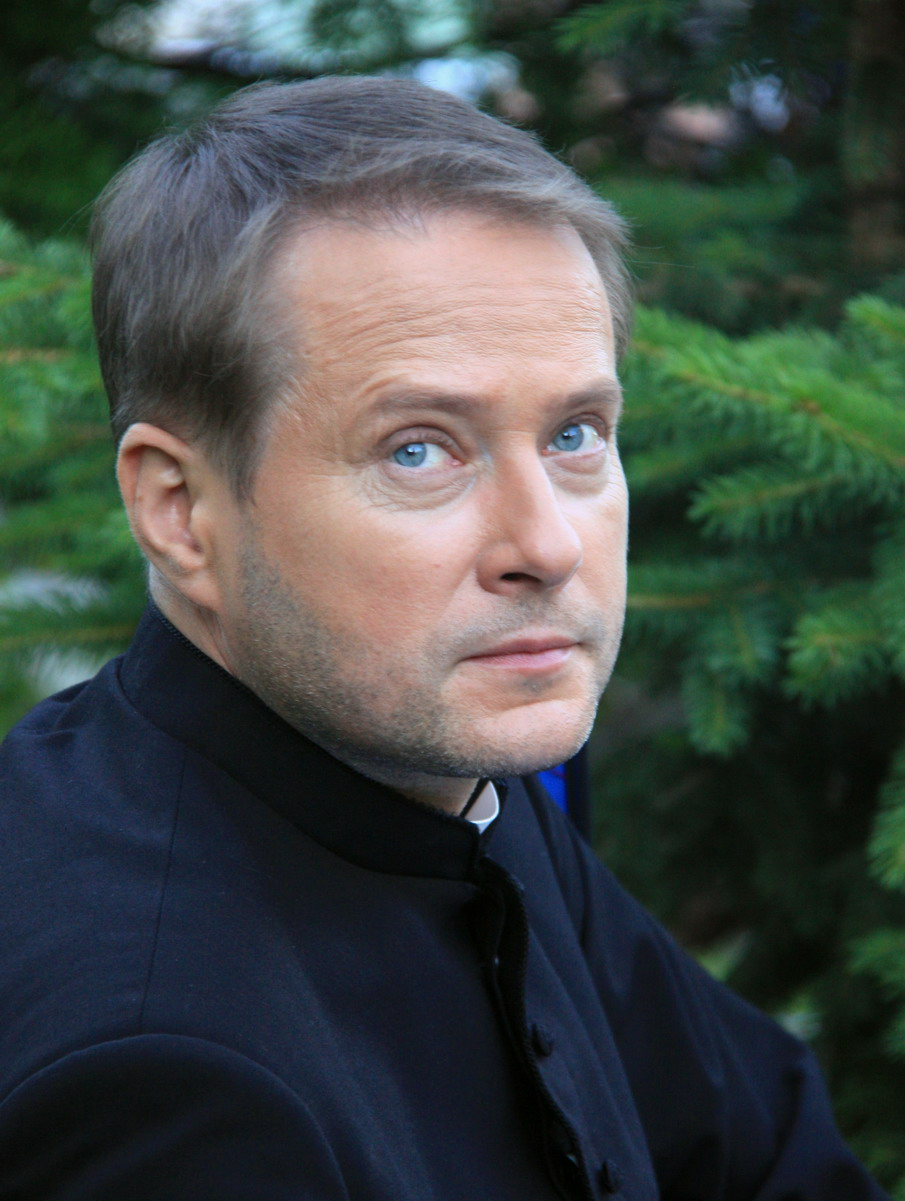
Отець Матеуш

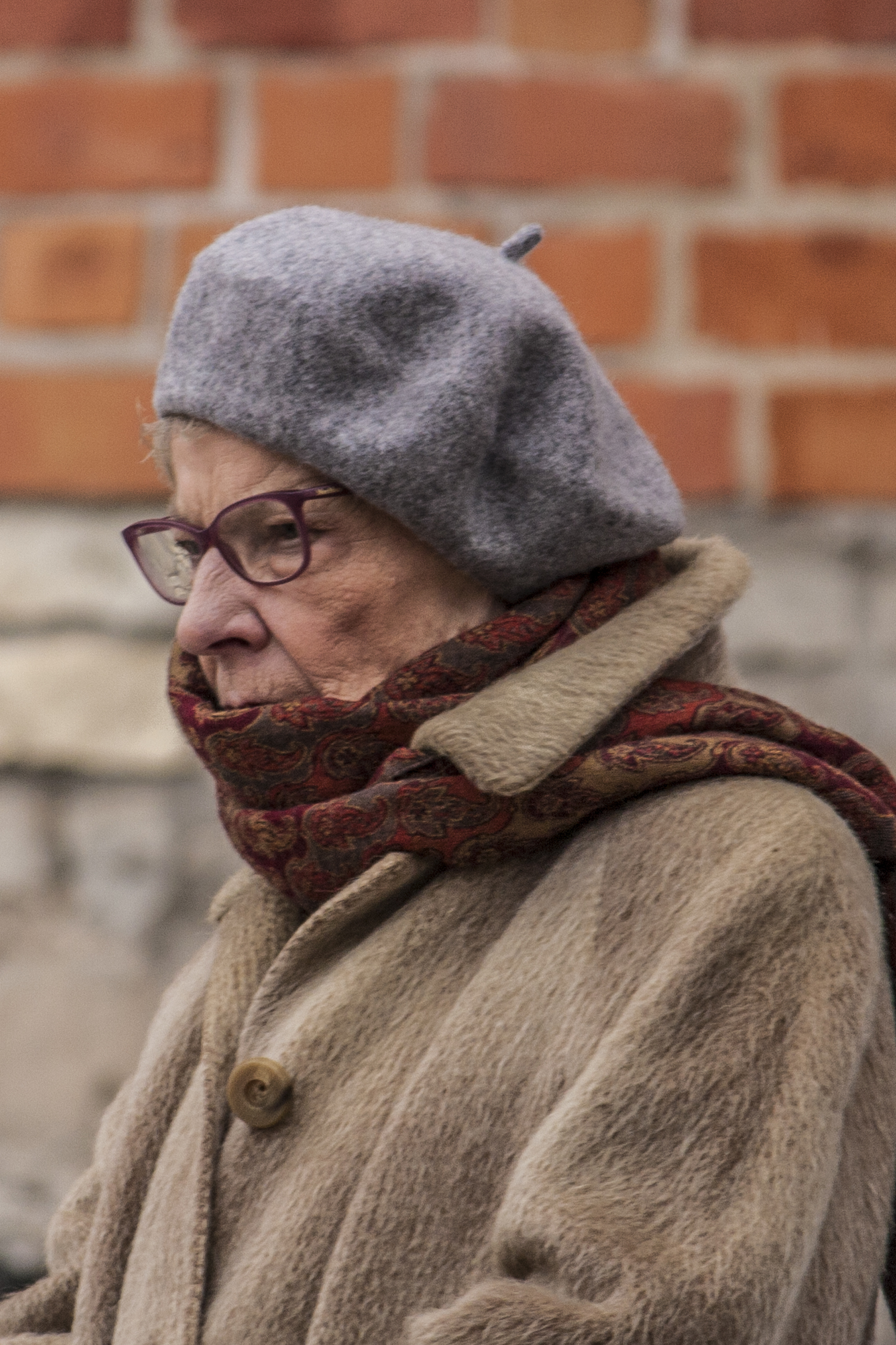
Бабця Люцина

Отець Матеуш (пол. Ojciec Mateusz) — польський драматично-кримінальний серіал, що транслюється на TVP1 з 11 листопада 2008 року. Це польська версія італійського детективного серіалу «Дон Маттео» / «Don Matteo», який транслюється в Італії на Rai Uno.

## Сюжет
Серіал розповідає про пригоди вигаданого римо-католицького священика, який після повернення з місії в Білорусі відправляється працювати в маленьку парафію в Сандомирі. Як парафіяльний священник разом із доброзичливими поліцейськими розкриває злочини та допомагає своїм парафіянам, а також усім нужденним.
Кожна серія серіалу — це окрема історія, епізод з життя головного героя. Винятком є епізоди 300 і 301, які складають одне ціле.

## Головні герої
- Отець Матеуш Жмігродський (Артур Жмієвський) — католицький священник. Після років роботи в Білорусі він повертається до Польщі і влаштовується священиком у Сандомирі. Він володіє унікальним талантом розкривати злочини, що змушує його розгадувати безліч таємниць. Він надзвичайно блискучий, розумний і проникливий. В епізодах, у яких він не допомагає розкрити справу, його часто бачать, як він виправдовує злочинця безпосередньо перед тим, як його або її заарештують.
- Молодший інспектор поліції Орест Можейко (Пьотр Полк) — інспектор поліції. Він владний і завжди впевнений у своїй правоті щодо своїх справ. Спочатку він скептично ставився до талантів отця Матеуша. Він не практикуючий католицький атеїст.
- Штабний аспірант поліції Мєчислав Нокул (Міхал Піла) — аспірант поліції та один із співробітників Ореста Можейка. На початку шоу він був в званні аспіранта, але поступово його підвищили. Він є другом отця Матеуша і співпрацює з ним, а в деяких епізодах справді вирішує справи окремо від отця Матеуша, зустрічаючи його, коли той намагався змусити кривдника визнати свою провину та покаятися.
- Наталя Боровик (Кінга Прайс) — економка в парафії отця Матеуша. Буркотлива, кумедна, вірна і віддана парафіяльному священику. Її випадково кинута репліка часто змушує отця Матеуша замислитися над таємницями злочинів. Вона товаришує з Барбарою Нокул. Спочатку вона не найкращий кухар, але протягом серіалу її кулінарія покращується. Вона навіть почала вести «Кулінарний куточок» у газеті, що зробило її дуже популярною.
- Єпископ (Славомир Оріховський) — єпископ дієцезії. Він знає отця Матеуша багато років і після повернення отця Матеуша до Польщі довіряє йому нову роль у Сандомирі. Незважаючи на повідомлення про нетрадиційну поведінку отця Матеуша, які часто підживлюються секретарем — отцем Яцеком, — він повністю довіряє отцю Матеушу та закриває очі на його детективну роботу, хоча Матеуш не переступає своїх меж і береться на роботу як католик понад усе.
- Люцина Велицька (Александра Гурська) та Міхал Веліцький (Мацей Мусяль) — мешканці приходу. Після виселення з дому, на превеликий розчарування Наталії, отець Матеуш вирішив взяти сім'ю під свій дах, і до них ставляться як до його родичів.
- Вальдемар Гжелак «Клоп» (Ерик Любош) — колишній в'язень. Нині живе в приході з отцем Матеушем; він познайомився з ним у в'язниці, коли його несправедливо звинуватили у вчиненні злочину, тоді він став одним із друзів Матеуша.
- Юстина Малець (Тамара Арчух) — колишній мер Сандомира, а нині головний редактор місцевої газети, колишнє кохання інспектора Ореста Можейка.
- Дарія — мама Домініка. Вона журналістка, багато подорожує, дружина Ореста Можейка.
- Домінік Можейко (Антоні Тишкевич) — син Ореста Можейка, про існування якого він дізнався, коли хлопчикові було вже кілька років. Вихований матір'ю Дарією та покійною бабусею по материнській лінії, він вже 11 серій живе з батьком у Сандомирі. У нього дуже добрі стосунки з батьком. Дружить з сусідською донькою Тосею. Вона часто змінює свої інтереси.
- Пьотр Дерлацький (Лукаш Левандовський) — церковнослужитель і органіст у парафії отця Матеуша, пізніше також вчитель музики в 1-12 класах. Іноді він також робить дрібний ремонт. Він закоханий у Наталю, але без взаємності. Він проводить багато часу у вікаріаті. В юності вживав наркотики, але зумів вилікуватися від залежності.
- Отець Яцек Коланко (Пьотр Козловський) — секретар єпископа. Його дуже легко вивести з себе. Не любить отця Матеуша. Скептично ставиться до нетрадиційних ідей парафіяльного священика, часто навіть намагається опустити його в очах єпископа, але завжди безуспішно. Незважаючи на це, видно, що єпископ його поважає. Один з двох головних лиходіїв серіалу.
- Ст. сержант Кароліна Горська (Пауліна Чапко) — підлегла Ореста Можейки у 8-11 серіях. З самого початку вона вразила чоловічу частину команди своєю красою і силою. Вона дуже розумна і відмінний боєць. Спочатку вона не хотіла працювати з отцем Матвієм, але потім парафіяльний священник переконав її. Вона була найближчою подругою Можейки, Ноцула та Марчака. Через підвищення по службі мусила покинути Сандомир.
- Емілька Козловська (Катажина Бураковська) — підопічна отця Матеуша. Вона потрапила під його опіку після смерті матері, і парафіяльний священник став її єдиним живим родичем (мати дівчинки була його двоюрідною сестрою). Вона швидко зблизилася з рештою мешканців вікаріату. Дружить із Зосею Ноцул. Захоплюється танцями та комп'ютером.
- Аспірант Ева Кобиліцька (Едіта Ольшовка) — підлегла Ореста Можейки у 13-й серії. Спочатку решта команди не хотіла її поважати, але швидко змінила свою думку про неї. Єва дуже прив'язана до свого кота Макса і, звичайно, до своєї роботи. Вона чудовий поліцейський і добре розслідує справи. У 17 серії вона познайомилася з Войтеком Шиллером, красивим хірургом з сандомирської лікарні, який повністю закрутив їй голову. У 18-й серії вони стали парою.
- Хірург Войцех Шиллер (Якуб Весоловський) — лікар-хірург міської лікарні в Сандомирі. Вперше з'явився у 220 серії. Він закохався в Єву Кобиліцьку, яка допитувала його у справі «чорного плаща». З самого початку він намагався зблизитися з нею, але лише у 18 серії поліцейська відповіла йому взаємністю, і вони стали парою. Войтек — чудовий хірург, дуже ретельний у своїй роботі.
- Анна Дзюбак (Ганна Слєшинська) — власницька і надмірно опікувана мати Антонія Дзюбака, яка зайнята пошуком кандидатки на дружину. Вона час від часу навідується до Сандомира, викликаючи переполох. Вперше з'являється у 18 серії.
- Моніка Дразґа (Йоанна Куберська) — саксофоністка, молода й амбітна жінка, недовго давала Домініку уроки гри. У стосунках з Орестом Можейкою. З'являється з 26 серії.

## Акторський склад
| Актор                                                     | Роль                                                                                               | Статус               |
| --------------------------------------------------------- | -------------------------------------------------------------------------------------------------- | -------------------- |
| Артур Жмієвський / Artur Żmijewski                        | отець Матеуш Жмігродський / ks. Mateusz Żmigrodzki                                                 | з 2008               |
| Артур Жмієвський / Artur Żmijewski                        | Ерік Румер, двійник о. Матеуша (еп. 300) / Eryk Rumer, sobowtór ks. Mateusza (odc. 300)            | 2020                 |
| Кінга Прайс / Kinga Preis                                 | Наталя Боровик - економка у вікаріаті / Natalia Borowik — gospodyni na plebanii                    | з 2008               |
| Пьотр Полк / Piotr Polk                                   | молодший інспектор Орест Мажейко / młodszy inspektor Orest Możejko                                 | з 2008               |
| Міхал Піла / Michał Piela                                 | аспірант поліції Мечислав Нокул / aspirant sztabowy Mieczysław Nocul                               | з 2008               |
| Александра Гурська / Aleksandra Górska                    | Люцина Веліцька / Lucyna Wielicka                                                                  | з 2008               |
| Мацей Мусял / Maciej Musiał                               | Michał Wielicki                                                                                    | 2008–2012, 2019—2020 |
| Ерик Любос / Eryk Lubos                                   | Waldemar Grzelak «Pluskwa»                                                                         | з 2008               |
| Ерик Любос / Eryk Lubos                                   | злодій, двійник брат-близнюк, (епізод 116) / złodziej, sobowtór brata bliźniaka Pluskwy (odc. 116) | 2013                 |
| Ева Констанція Булгак / Ewa Konstancja Bułhak             | Barbara Nocul                                                                                      | з 2008               |
| Артур Понтек / Artur Pontek                               | sierżant Marian Marczak                                                                            | з 2008               |
| Рафал Цешинський / Rafał Cieszyński                       | starszy sierżant Przemysław Gibalski                                                               | з 2008               |
| Єджей Таранек / Jędrzej Taranek                           | sierżant sztabowy Jędrzej Paruzel                                                                  | з 2008               |
| Анджей Мусял / Andrzej Musiał                             | lekarz patolog                                                                                     | з 2008               |
| Славомир Оріховський / Sławomir Orzechowski               | Єпископ / Biskup                                                                                   | з 2008               |
| Пйотр Козловскі / Piotr Kozłowski                         | ks. Jacek Kolanko                                                                                  | з 2008               |
| Беата Хрусцінська / Beata Chruścińska                     | dziennikarka Beata Szpak                                                                           | 2009-2017, з 2019    |
| Славомір Холланд / Sławomir Holland                       | lekarz Krzysztof Hawro                                                                             | з 2009               |
| Пйотр Міазга / Piotr Miazga                               | starszy posterunkowy Bronisław Wierzbicki                                                          | з 2010               |
| Катажина Бураковська / Katarzyna Burakowska               | Emilka Kozłowska                                                                                   | з 2010               |
| Едита Ольшувка / Edyta Olszówka                           | aspirant sztabowy Ewa Kobylicka                                                                    | з 2014               |
| Антоні Тишкевич / Antoni Tyszkiewicz                      | Dominik Możejko                                                                                    | з 2014               |
| Беата Ольга Ковальська / Beata Olga Kowalska              | лікар-патологоанатом / lekarz patolog                                                              | з 2014               |
| Редбад Клинстра-Комарницький / Redbad Klynstra-Komarnicki | Benjamin Rubinrot, właściciel żydowskiej restauracji (odc. 121)                                    | 2013                 |
| Редбад Клинстра-Комарницький / Redbad Klynstra-Komarnicki | naczelnik młodszy inspektor Aleksander Morus                                                       | з 2015               |
| Бартоломей Фірлет / Bartłomiej Firlet                     | Łukasz, tragicznie zmarły bokser (odc. 25)                                                         | 2009                 |
| Бартоломей Фірлет / Bartłomiej Firlet                     | аспірант Антоні Дзюбак / aspirant Antoni Dziubak                                                   | з 2016               |
| Томаш Саприк / Tomasz Sapryk                              | Krzysztof Kornacki (odc. 94)                                                                       | 2011                 |
| Томаш Саприк / Tomasz Sapryk                              | Rajmund Grozdek (odc. 167)                                                                         | 2015                 |
| Томаш Саприк / Tomasz Sapryk                              | Piotr (lub Jacek) Marzec, szef Barbary Nocul, właściciel agencji (odc. 241, 263)                   | з 2018               |
| Якуб Весоловський / Jakub Wesołowski                      | хірург Войцех Шиллер / chirurg Wojciech Schiller                                                   | з 2017               |
| Ганна Слешиньська / Hanna Śleszyńska                      | Anna Dziubak                                                                                       | з 2017               |
| Матеуш Гридлик / Mateusz Grydlik                          | młody Żyd/Grylik (odc. 40)                                                                         | 2010                 |
| Матеуш Гридлик / Mateusz Grydlik                          | Krzysztof Pisarek (odc. 109)                                                                       | 2013                 |
| Матеуш Гридлик / Mateusz Grydlik                          | Jacek (odc. 139)                                                                                   | 2014                 |
| Матеуш Гридлик / Mateusz Grydlik                          | reporter (odc. 147)                                                                                | 2014                 |
| Матеуш Гридлик / Mateusz Grydlik                          | dziennikarz Mariusz (odc. 163, 169, 171, 174, 175, 253)                                            | 2015, 2018           |
| Катажина Буякевич / Katarzyna Bujakiewicz                 | Анеля Борсук / Aniela Borsuk                                                                       | з 2018               |
| Дорота Помикала / Dorota Pomykała                         | matka Wojciecha Schillera                                                                          | з 2018               |
| Катажина Макінг / Katarzyna Maciąg                        | Martyna Widawska                                                                                   | з 2019               |
| Ольга Барей / Olga Barej                                  | Helena Daniel                                                                                      | з 2019               |
| Мацей Гонсьорек / Maciej Gąsiorek                         | Łuczak (odc. 75)                                                                                   | 2011                 |
| Мацей Гонсьорек / Maciej Gąsiorek                         | ks. Tomasz Warnecki                                                                                | з 2019               |
| Миколай Рознерский / Mikołaj Roznerski                    | Grzegorz Bartnik (odc. 49)                                                                         | 2010                 |
| Миколай Рознерский / Mikołaj Roznerski                    | Jarek (odc. 80)                                                                                    | 2011                 |
| Миколай Рознерский / Mikołaj Roznerski                    | Ks. Walery Opałek (odc. 300—301)                                                                   | 2020                 |
| Славомир Пасек / Sławomir Pacek                           | Remigiusz Pączek                                                                                   | з 2021               |
| Йоанна Куберська / Joanna Kuberska                        | Monika Drzazga                                                                                     | з 2021               |
| Артур Дзюрман / Artur Dziurman                            | komendant Pawelec                                                                                  | з 2021               |
| Томаш Вінцек / Tomasz Więcek                              | starszy posterunkowy Ludwik Banaś                                                                  | 2008–2010            |
| Ян Янковський / Jan Jankowski                             | Włodzimierz Wielicki, ojciec Michała                                                               | 2008–2010            |
| Лукаш Левандовскі / Łukasz Lewandowski                    | kościelny Piotr Derlacki                                                                           | 2008–2014            |
| Габріела П'єтруча / Gabriela Pietrucha                    | Ola Nocul                                                                                          | 2009–2014            |
| Пауліна Хапко / Paulina Chapko                            | ст. сержант Кароліна Гурська / starszy sierżant Karolina Górska                                    | 2012–2014            |
| Ярослав Боберек / Jarosław Boberek                        | barman Władysław Filipiak (odc. 9, 19, 63, 129, 138—139, 175)                                      | 2008–2015            |
| Ярослав Боберек / Jarosław Boberek                        | kelner Paweł (odc. 152)                                                                            | 2014                 |
| Йоахім Ламза / Joachim Lamża                              | naczelnik Niklewicz                                                                                | 2009–2015            |
| Кінга Ільгнер / Kinga Ilgner                              | lekarz patolog                                                                                     | 2010–2015            |
| Юлія Корнацька / Julia Kornacka                           | Zosia Nocul                                                                                        | 2010–2018            |
| Агнешка Дочинська / Agnieszka Doczyńska                   | Zosia Nocul                                                                                        | з 2020               |
| Яцек Реда / Jacek Reda                                    | technik policyjny                                                                                  | 2010–2018            |
| Магдалена Еміліанович / Magdalena Emilianowicz            | медсестра (еп. 82) / pielęgniarka (odc. 82)                                                        | 2011                 |
| Магдалена Еміліанович / Magdalena Emilianowicz            | дружина Рисека Шкудлера (еп. 122) / żona Ryśka Szkudlarka (odc. 122)                               | 2013                 |
| Магдалена Еміліанович / Magdalena Emilianowicz            | Дарина, мати Домініка / Daria, matka Dominika                                                      | 2014–2018            |
| Тамара Арцюх / Tamara Arciuch                             | Юстина Малец / Justyna Malec                                                                       | 2010–2020            |
| Павел Круліковський / Paweł Królikowski                   | Balcer (odc. 119)                                                                                  | 2013                 |
| Павел Круліковський / Paweł Królikowski                   | Paweł Winkler                                                                                      | 2017–2020            |
| Маріуш Якус / Mariusz Jakus                               | Wiktor Dormut (odc. 318 i 326)                                                                     | 2021                 |
| Агнешка Чеканська / Agnieszka Czekańska                   | Maria Dormut vel Anna Sokół (odc. 318 i 326)                                                       | 2021                 |
| Кароль Дзюба / Karol Dziuba                               | Адам Дормут (епізоди 318 і 326) / Adam Dormut (odc. 318 i 326)                                     | 2021                 |

## Фільмування

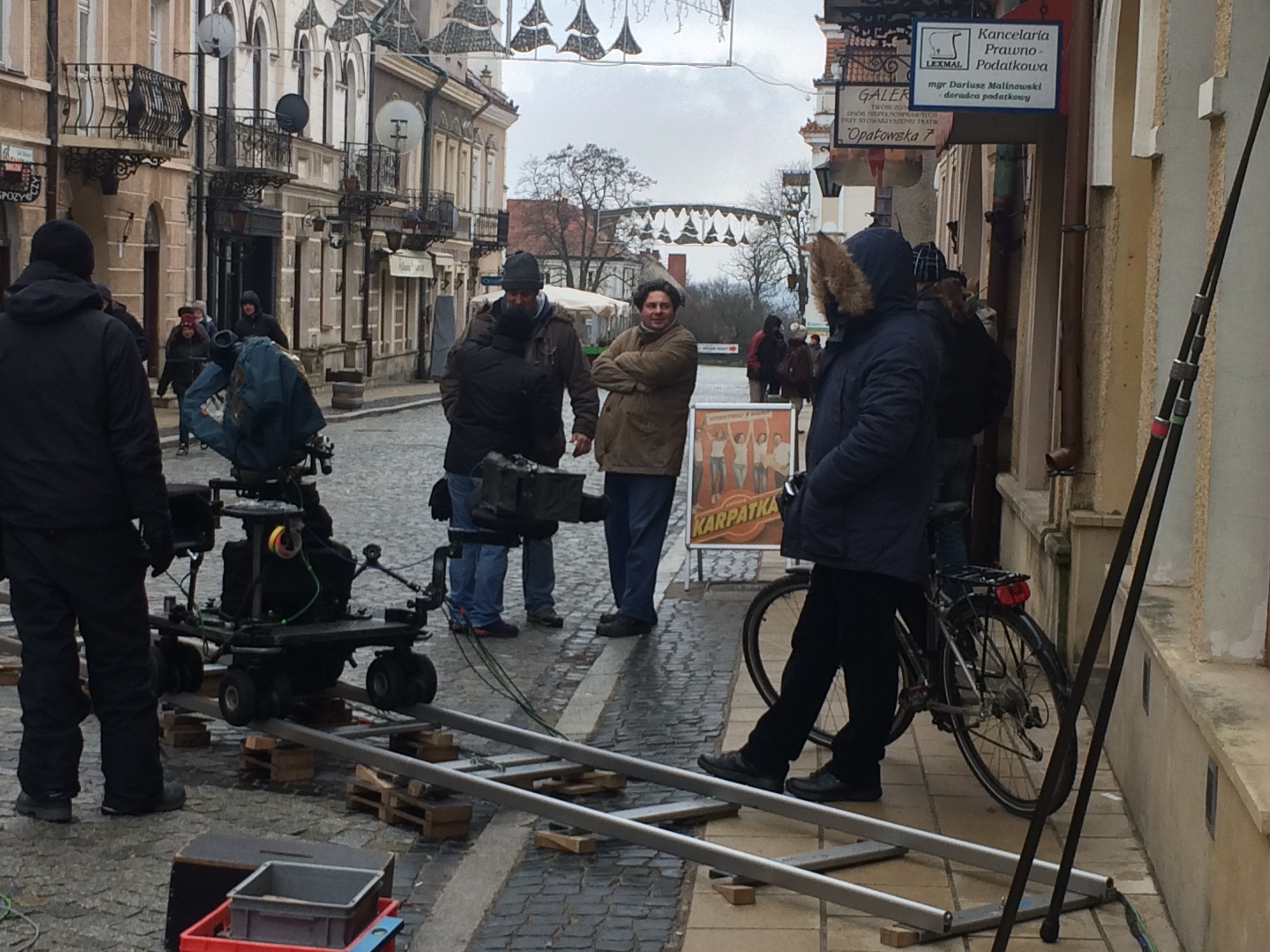
Зйомки серіалу в Сандомирі

Основним тлом серіалу є Сандомир, де знімають зовнішні кадри, тоді як більшість внутрішніх сцен знімають у Варшаві та її околицях. Костел серіалу розташований у Ґлінянці біля Отвоцька, а вікаріат — на околиці Варшави в Радості. Офіс єпископа спочатку знаходився в палаці Радзивіллів у Неборуві, а тепер у палаці Яблонни. Інтер'єри відділку поліції знімали, починаючи з 18-ї серії, в Радості, раніше в Мокотуві. У деяких серіях відділок поліції розташовувався в будівлях, що належали до Вілянівського палацу. У четвертому сезоні деякі епізоди відбуваються за межами Сандомира, зокрема в населенних пунктах Кельці, Балтув, Крижтопор, Бусько-Здруй та Опатів, а також у Цмелюв, Вонхоцьк та Сельпі. Дія 95 епізоду сьомого сезону під назвою «Ікона» та 97 епізоду восьмого сезону під назвою «Біг» відбувається в Дорогичині та його околицях. Дія 221-го епізоду 17-го сезону під назвою «Фатальна зустріч» відбувається у Плоцьку, а дія 255 епізоду 20 серії під назвою «Ель Греко» відбувається у Седльце. Епізод 309 24-го сезону під назвою «Паломництво» відбувається в Суліславіце. Епізод 342 серії 26 сезону під назвою «Варшавська адреса» відбувається у Варшаві.

## Список серій
Примітка: таблиця містить дати, що стосуються лише першої телевізійної трансляції; не враховує можливі прем'єри на інтернет-сервісах (наприклад, TVP VOD).
| Серія         | Епізоди       | Перша телевізійна трансляція (TVP1) | Перша телевізійна трансляція (TVP1) | Перша телевізійна трансляція (TVP1) | Перша телевізійна трансляція (TVP1) | Перша телевізійна трансляція (TVP1) |
| Серія         | Епізоди       | Сезон                               | Перший епізод                       | Останній епізод                     | Час показу                          | Середня аудиторія                   |
| ------------- | ------------- | ----------------------------------- | ----------------------------------- | ----------------------------------- | ----------------------------------- | ----------------------------------- |
| Пілотна серія | Пілотна серія | Пілотна серія                       | 11 листопада 2008 року              | 11 листопада 2008 року              | Неділя 17.20                        | 6,65 млн                            |
| 1.            | 1–13 (13)     | зима 2008/2009                      | 7 грудня 2008                       | 22 лютого 2009                      | Неділя 17.20                        | 6,65 млн                            |
| 2.            | 14–30 (17)    | осінь 2009                          | 6 вересня 2009                      | 27 грудня 2009                      | Неділя 17.20                        | 5,52 млн                            |
| 3.            | 31–44 (14)    | весна 2010                          | 4 березня 2010                      | 3 червня 2010                       | Четвер 20.35                        | 4,37 млн                            |
| 4.            | 45–56 (12)    | осінь 2010                          | 9 вересня 2010                      | 25 листопада 2010                   | Четвер 20.35                        | 4,5 млн                             |
| 5.            | 57–69 (13)    | весна 2011                          | 3 березня 2011                      | 26 травня 2011                      | Четвер 20.35                        | 5 млн                               |
| 6.            | 70–82 (13)    | осінь 2011                          | 8 вересня 2011                      | 1 грудня 2011                       | Четвер 20.35                        | 5,2 млн                             |
| 7.            | 83–95 (13)    | весна 2012                          | 8 березня 2012                      | 31 травня 2012                      | Четвер 20.35                        | 4,71 млн                            |
| 8.            | 96–108 (13)   | осінь 2012                          | 6 вересня 2012                      | 29 листопада 2012                   | Четвер 20.35                        | 5,05 млн                            |
| 9.            | 109–121 (13)  | весна 2013                          | 28 лютого 2013                      | 23 травня 2013                      | Четвер 20.35                        | 4,67 млн                            |
| 10.           | 122–134 (13)  | осінь 2013                          | 5 вересня 2013                      | 28 листопада 2013                   | Четвер 20.35                        | 4,66 млн                            |
| 11.           | 135–147 (13)  | весна 2014                          | 6 березня 2014                      | 5 червня 2014                       | Четвер 20.35                        | 4,35 млн                            |
| 12.           | 148–160 (13)  | осінь 2014                          | 4 вересня 2014                      | 27 листопада 2014                   | Четвер 20.35                        | 4,61 млн                            |
| 13.           | 161–173 (13)  | весна 2015                          | 5 березня 2015                      | 11 червня 2015                      | Четвер 20.35                        | 4,4 млн                             |
| 14.           | 174–186 (13)  | осінь 2015                          | 3 вересня 2015                      | 26 листопада 2015                   | Четвер 20.35                        | 4,31 млн                            |
| 15.           | 187–199 (13)  | весна 2016                          | 3 березня 2016                      | 2 червня 2016                       | Четвер 20.35                        | 4,06 млн                            |
| 16.           | 200–212 (13)  | осінь 2016                          | 1 вересня 2016                      | 24 листопада 2016                   | Четвер 20.35                        | 4,04 млн                            |
| 17.           | 213–225 (13)  | весна 2017                          | 2 березня 2017                      | 1 червня 2017                       | Четвер 20.35                        | 3,44 млн                            |
| 18.           | 226–238 (13)  | осінь 2017                          | 31 серпня 2017                      | 23 листопада 2017                   | Четвер 20.35                        | 3,02 млн                            |
| 19.           | 239–251 (13)  | весна 2018                          | 1 березня 2018                      | 31 травня 2018                      | Четвер 20.35                        | 3,11 млн                            |
| 20.           | 252–264 (13)  | осінь 2018                          | 6 вересня 2018                      | 6 грудня 2018                       | Четвер 20.35                        | 3,01 млн                            |
| 21.           | 265–277 (13)  | весна 2019                          | 28 лютого 2019                      | 13 червня 2019                      | Четвер 20.35                        | 2,97 млн                            |
| 22.           | 278–290 (13)  | осінь 2019                          | 12 вересня2019                      | 26 грудня 2019                      | Четвер 20.35                        | 2,82 млн                            |
| 23.           | 291–303 (13)  | весна 2020                          | 27 лютого 2020                      | 10 вересня 2020                     | Четвер 20.35                        | 3,03 млн                            |
| 24.           | 304–316 (13)  | осінь 2020                          | 17 вересня 2020                     | 10 грудня 2020                      | Четвер 20.55                        | 2,35 млн                            |
| 25.           | 317–329 (13)  | весна 2021                          | 12 березня 2021                     | 10 вересня 2021                     | П'ятниця 21.00                      | 1,85 млн                            |
| 26.           | 330–342 (13)  | осінь 2021                          | 17 вересня 2021                     | 17 грудня 2021                      | П'ятниця 20.35                      | 2,04 млн                            |
| 27.           | 343–355 (13)  | весна 2022                          | 4 березня 2022                      | 27 травня 2022                      | П'ятниця 20.35                      | 1,77 млн                            |
| 28.           | 356–368 (13)  | осінь 2022                          | 9 вересня 2022                      | 30 грудня 2022                      | П'ятниця 20.35                      | 1,72 млн                            |
| 29.           | 369–381 (13)  | весна 2023                          | 2 березня 2023                      | 21 вересня 2023                     | Четвер 20.35                        | близько 1,73 млн                    |
| 30.           | 382–394 (13)  | осінь 2023                          | 28 вересня 2023                     |                                     | Четвер 20.35                        |                                     |

## Початковий ролик
У першій серії у перших титрах були представлені лише найважливіші місця Сандомира разом із іменами акторів. З 37 епізод («Орден»), відкриття серіалу показує головних героїв на тлі найважливіших місць Сандомира: Опатовської брами, Ринкової площі, костелу святого Якова, ратуша та вулички Старого міста.
Починаючи з 21 серії. початкові титри були оновлені, щоб відобразити зміни в акторському складі та лише головних героїв.

## «Отець Матеуш» для Сандомира
19 червня 2010 року на Староміській площі в Сандомирі відбувся благодійний концерт для людей, які постраждали під час повені у 2010 році, за участю польських гуртів та акторів із серіалу «Отець Матеуш». Разом із акторами Артуром Жмієвським, Кінгою Прейс, Міхалом Пієлою, Пьотром Полком і Тамарою Арчух виступили Анджей Пясечний, Артур Ґадовскі, Лукаш Загробельний та гурти Big Cyc, Pectus і Blue Cafe. Концерт вів Артур Жмієвський разом із Пауліною Хилевською, а трансляція події відбулася 19 червня 2010 року на TVP1.

## Призи та нагороди
- Премія «Телекамера 2011» за найкращу щотижневу серію, присуджена за 2010 рік читачами тижневика «Tele Tydzień» у лютому 2011[45].
- Премія «Телекамера 2017» за найкращий серіал, присуджена за 2016 рік читачами тижневика «Tele Tydzień» у січні 2017[46].
- Премія «Телекамера 2019» за найкращий серіал за 2018 рік від читачів тижневика «Tele Tydzień» у лютому 2019[47].
- Премія «Золота Телекамера 2020».

## Галерея

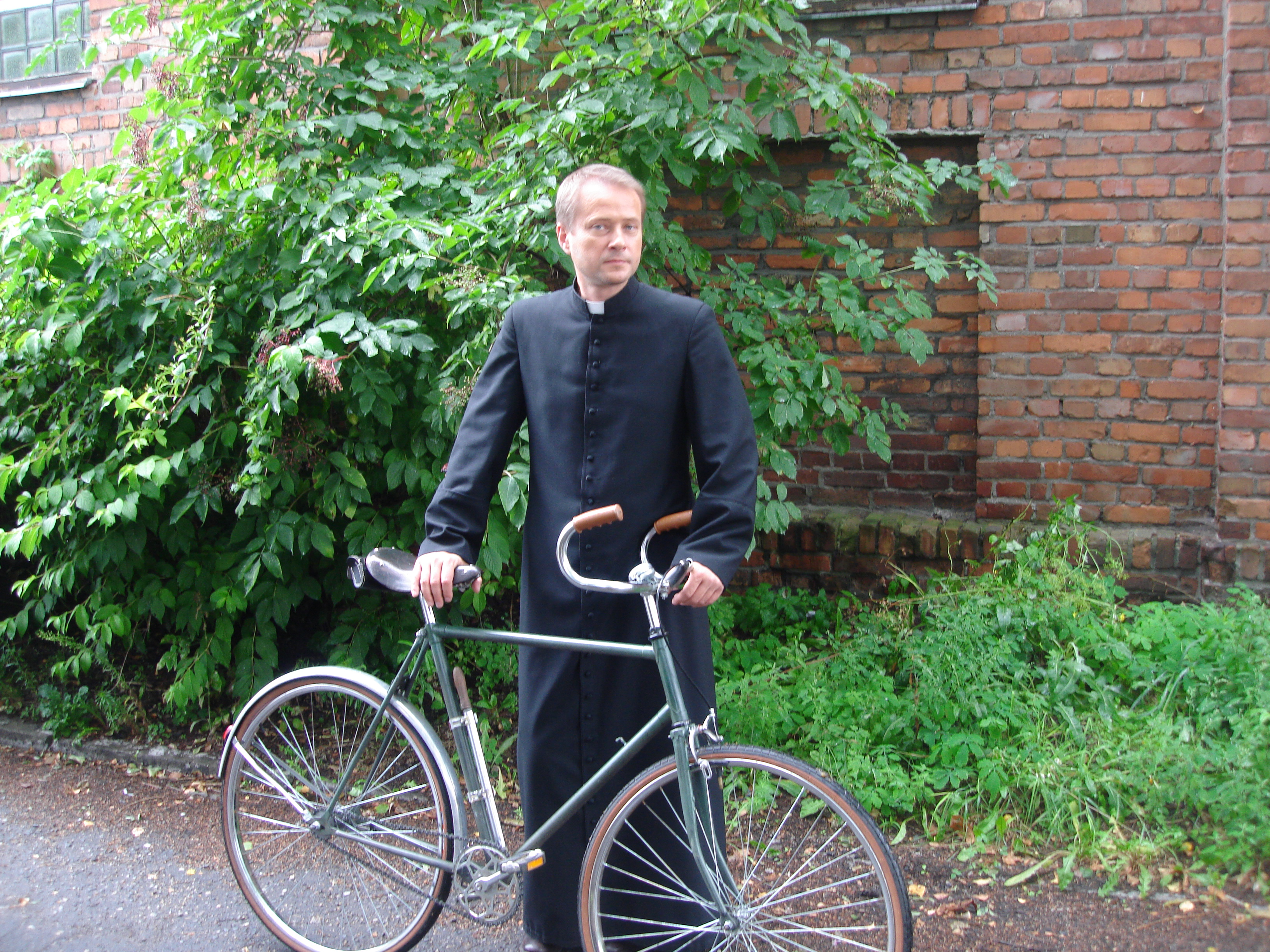
Отець Матеуш зі своїм улюбленим велосипедом
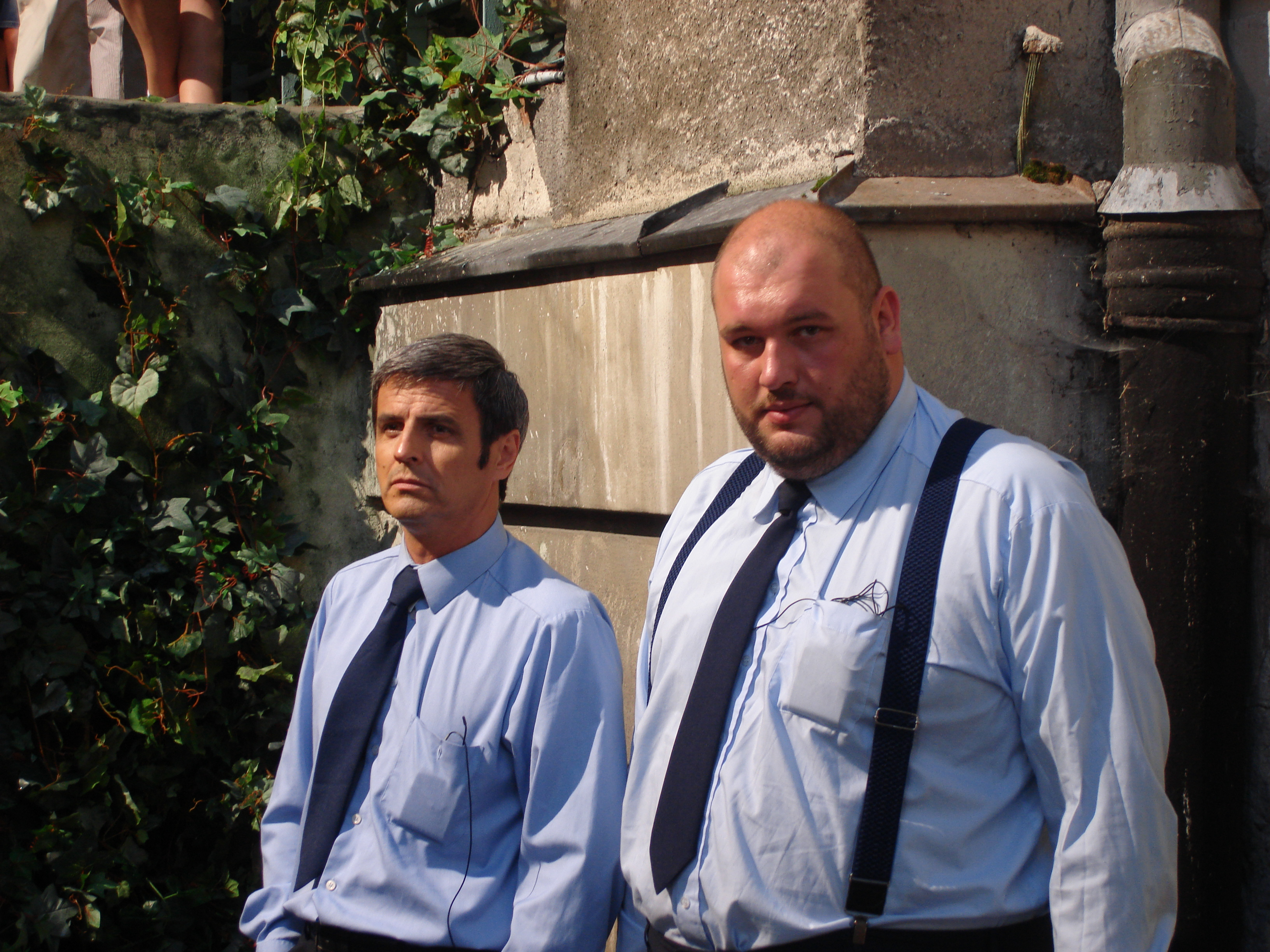
Інспектор Можейко та аспірант Нокул
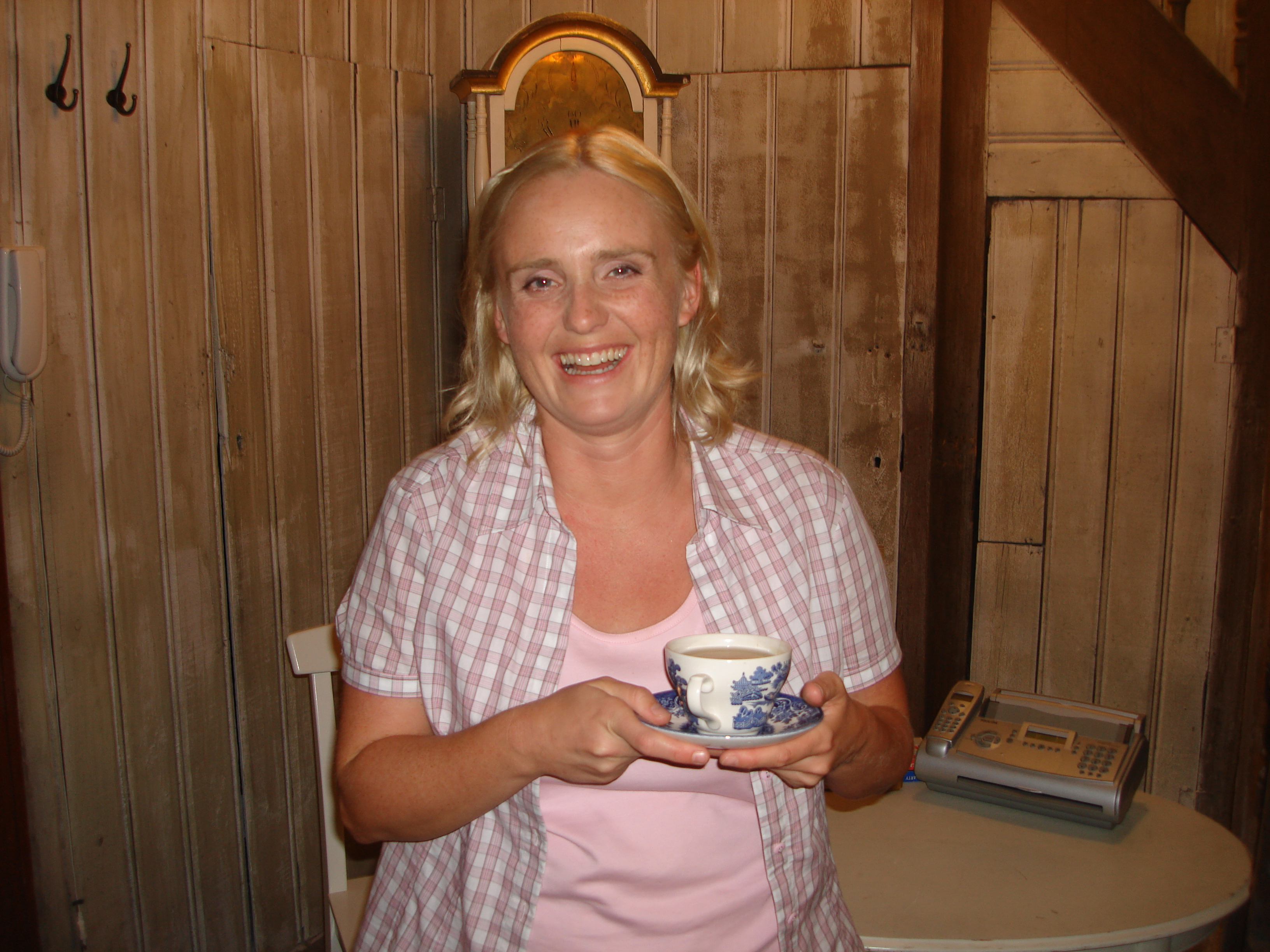
Наталя Боровик
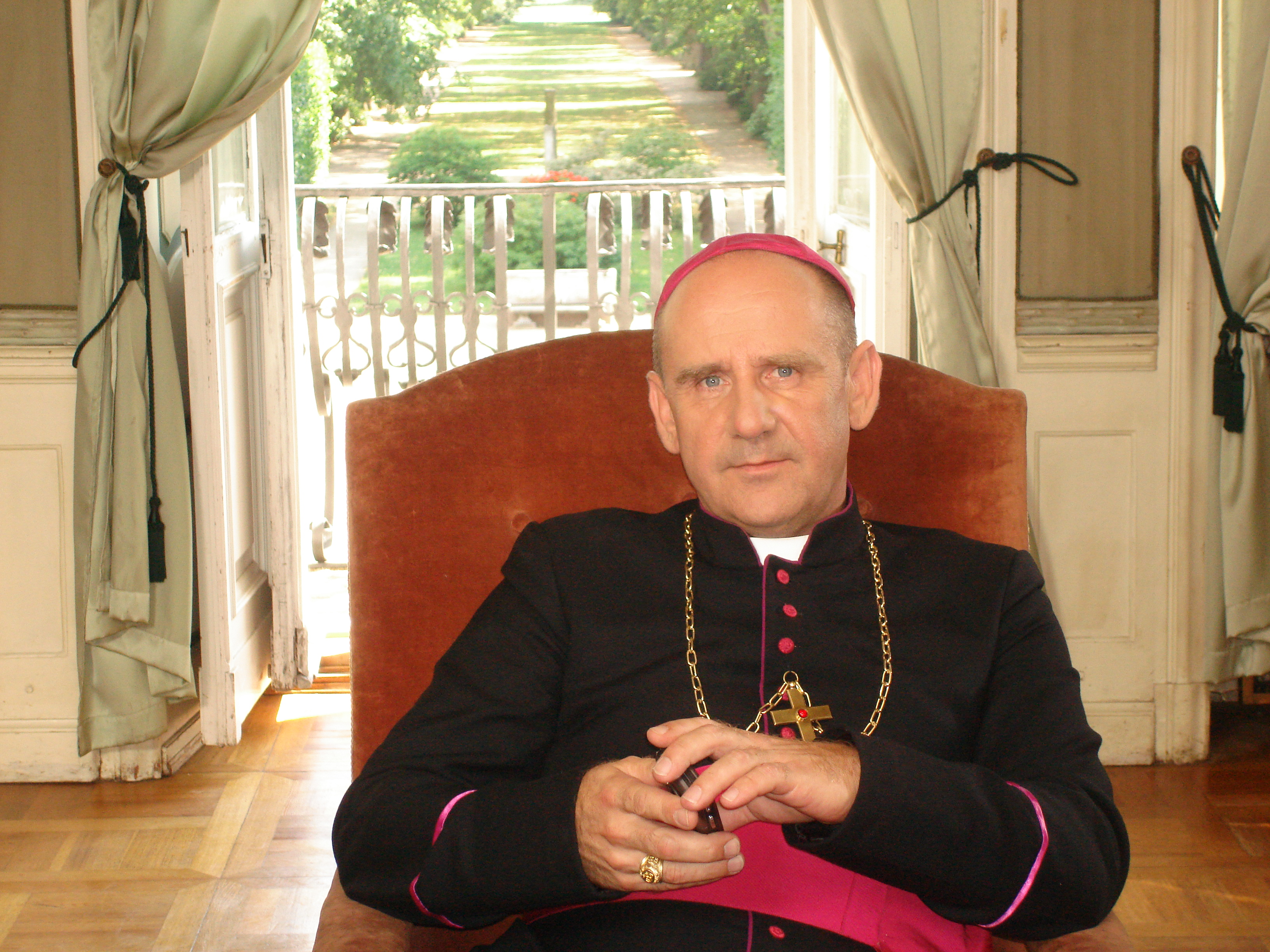
Єпископ
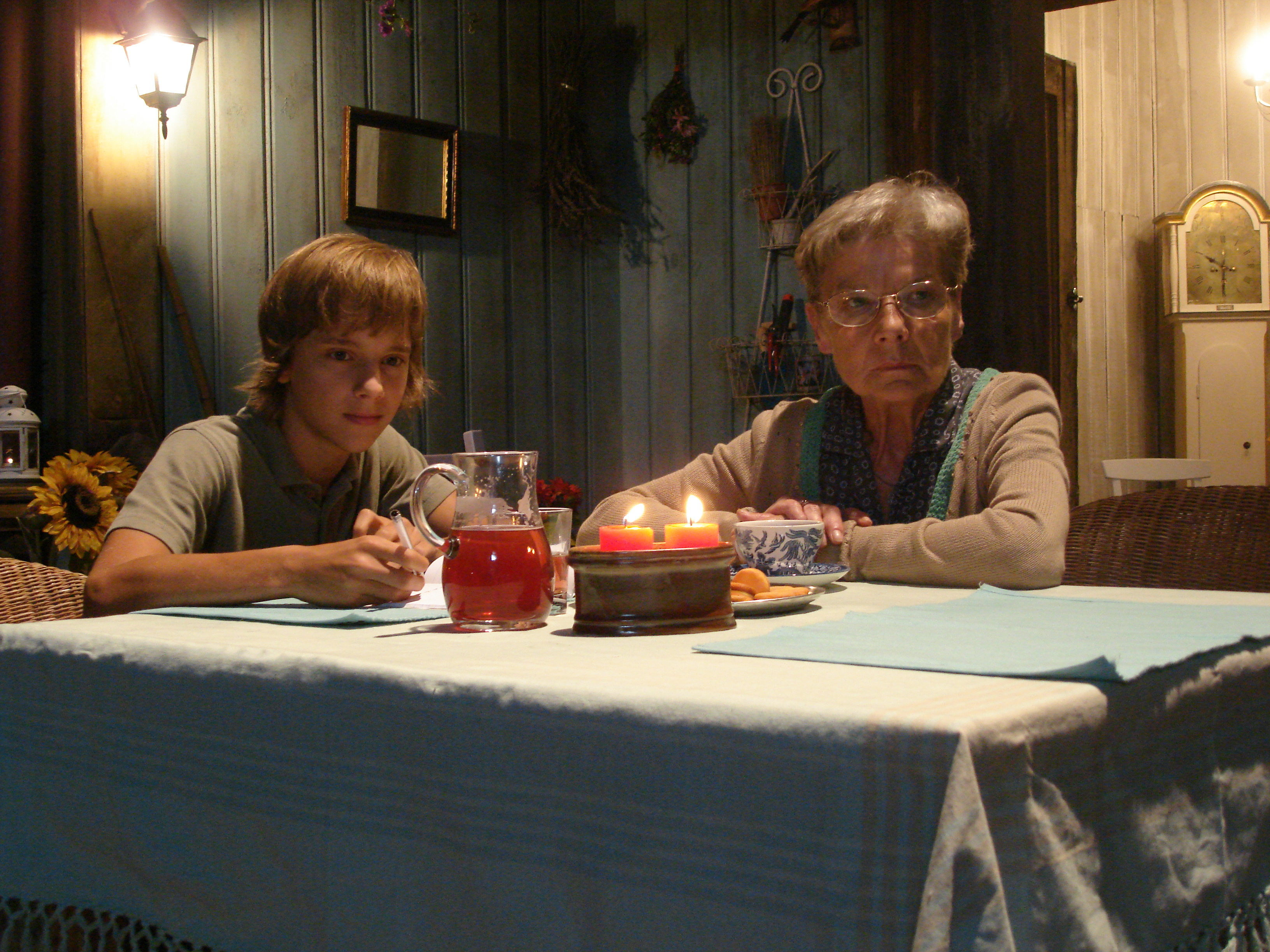
Бабця Люцина та Міхал
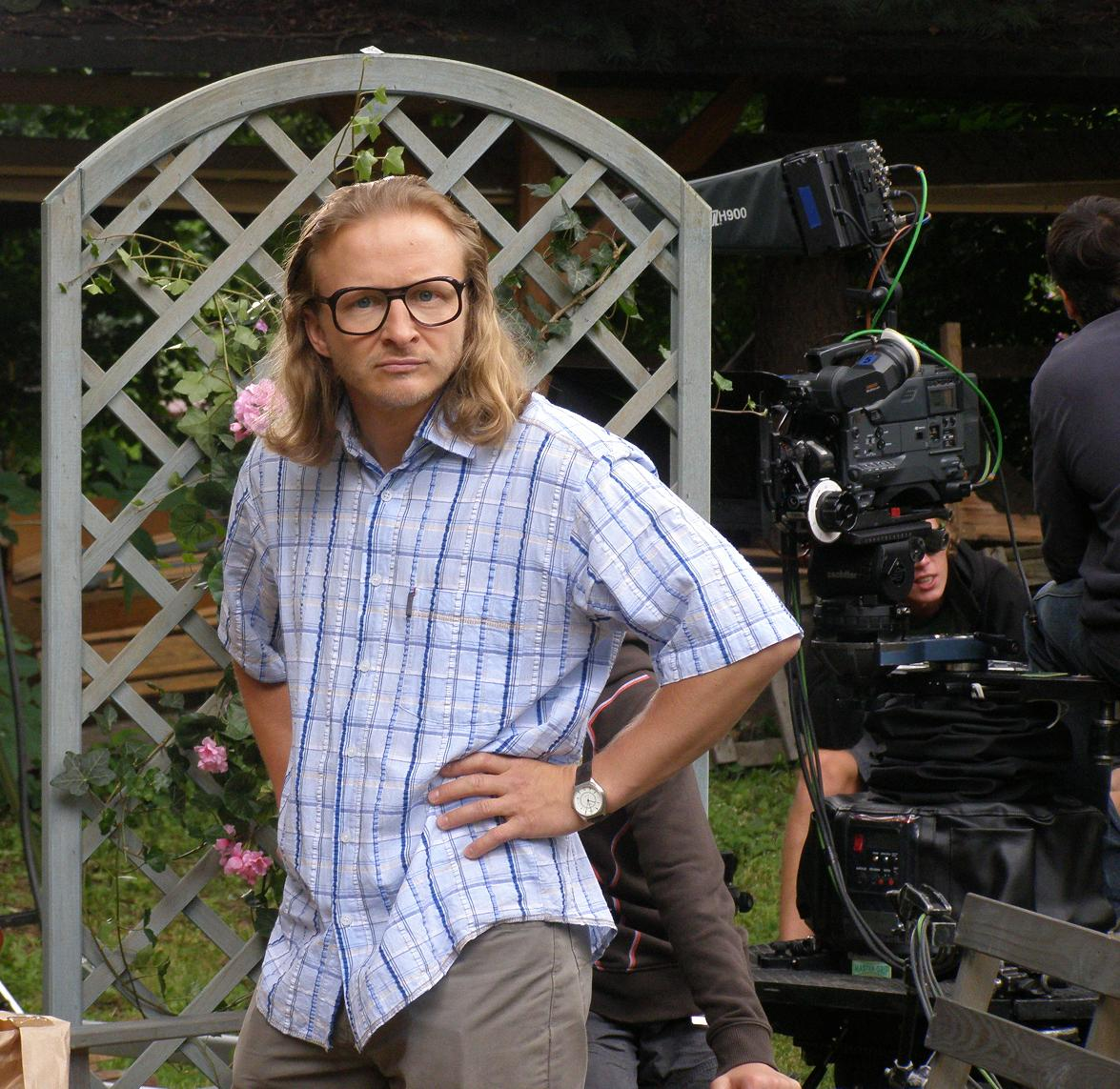
Отець Петро
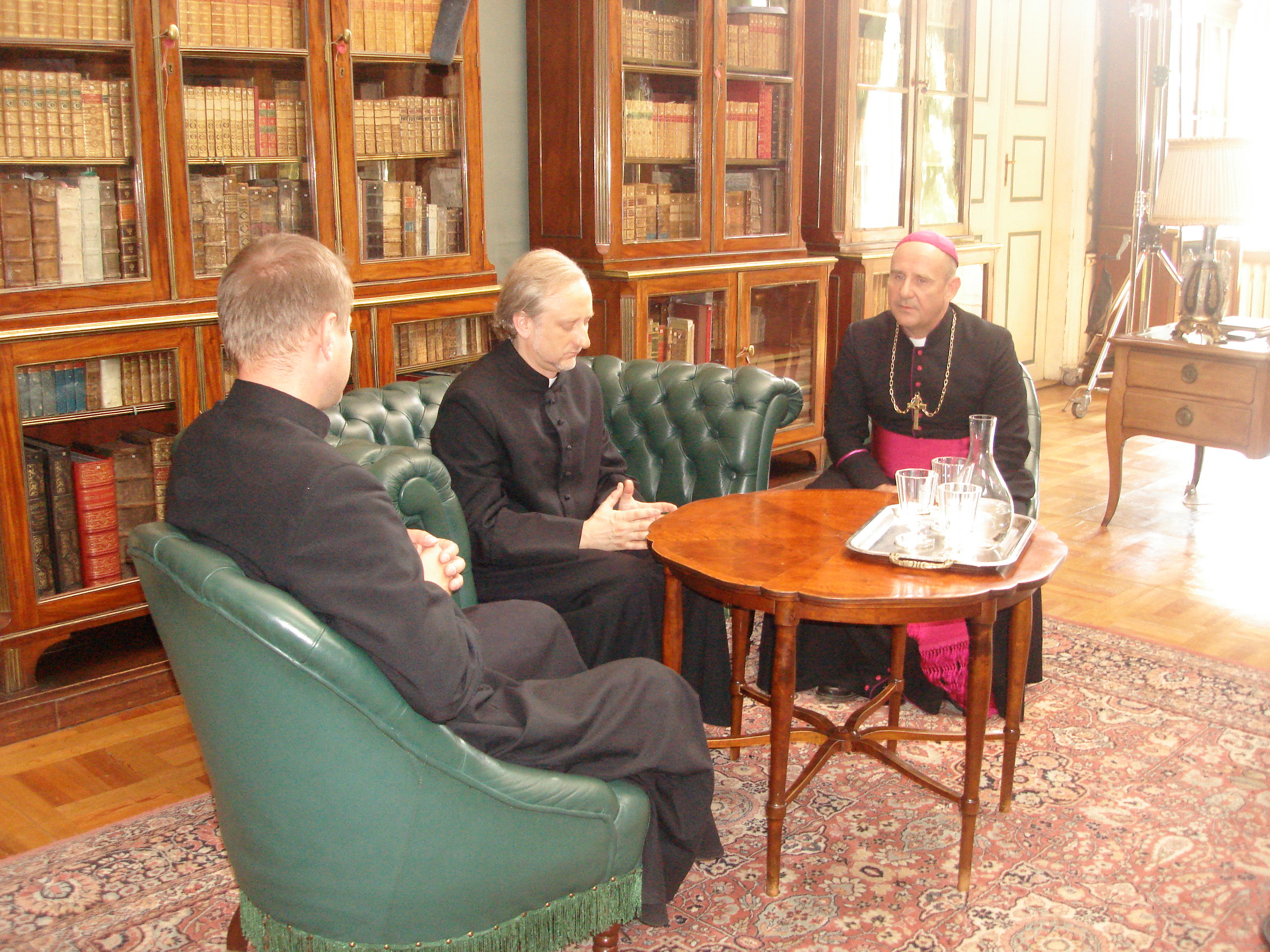
Отець Матеуш в гостях у єпископа. зліва направо: Отець Матеуш, отець Яцек та єпископ
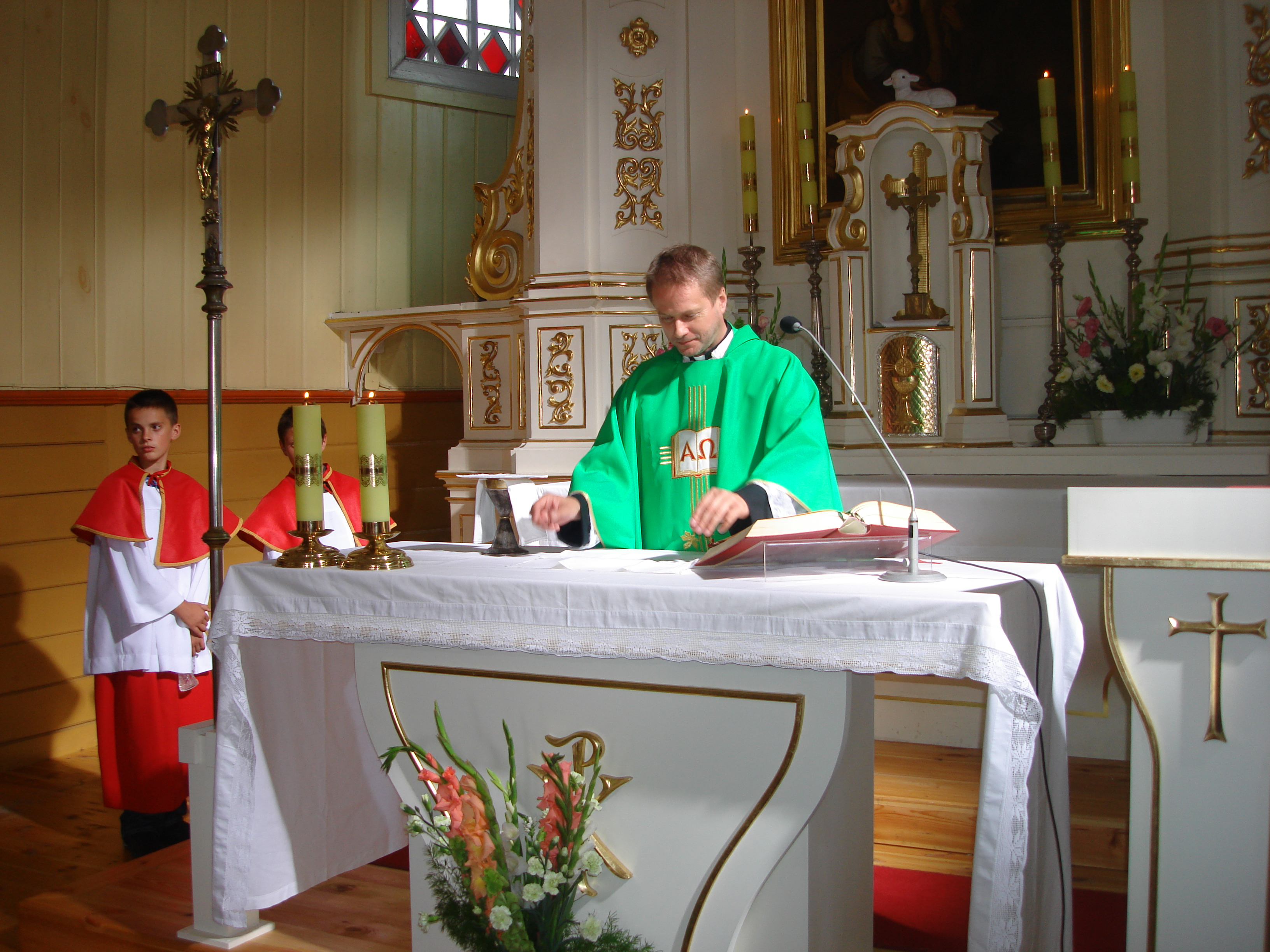
Сцена